# لوري براون
لوري براون (بالألمانية: Laurie Brown) (و. 1923 – م) هو فيزيائي، وأستاذ جامعي من الولايات المتحدة الأمريكية . ولد في نيويورك .